# Big Little Lies
Big Little Lies er en amerikansk serie, baseret på den australske roman Store Små Løgne af Liane Moriaty. Serien er produceret for HBO af bl.a. Nicole Kidman og Reese Witherspoon, som også er med på værkets rolleliste. Oprindeligt var serien ment som en enkeltstående sæson, men en efterfølger blev udgivet i 2019, med Meryl Streep på rollelisten.

## Afsnit
| Afsnit | Afsnit | Afsnit | Oprindelig sendt | Oprindelig sendt |
| Afsnit | Afsnit | Afsnit | Start            | Slut             |
| ------ | ------ | ------ | ---------------- | ---------------- |
|        | 1      | 7      | 19. februar 2017 | 2. april 2017    |
|        | 2      | 7      | 9. juni 2019     | 21. juli 2019    |

### Sæson 1
Første sæson er instrueret af Jean-Marc Vallée. Nicole Kidman og Reese Witherspoon erhvervede rettighederne til det litterære værk i august 2014, med intentioner om at udvikle det som en spillefilm. Projektet blev lanceret via deres respektive produktionsselskaber, Kidmans Blossom Films og Witherspoons Pacific Standard. I november samme år blev det annonceret at projektet skulle udvikles som en miniserie og David E. Kelley var blevet engageret som manuskript-forfatter og showrunner. Optagelserne begyndte i 2016, med Laura Dern, Shailene Woodley, Zoë Kravitz og Alexander Skarsgaard på rollelisten.
Serien havde premiere i Danmark på HBO Nordic i februar 2017. I september samme år modtog den 16 Emmy-nomineringer og vandt otte, heriblandt Bedste Mini-serie og priser til Kidman, Skarsgård og Dern. Trioen vandt også alle tre Golden Globe priser, mens serien blev belønnet med en Golden Globe for Bedste Miniserie.

### Sæson 2
Manuskriptet til anden sæson er et originalt værk af forfatteren Liane Moriaty. Meryl Streep har rollen som Mary Louise, moderen til Skarsgåards karakter. Sæsonen var instrueret af Andrea Arnold og blev lanceret i juni 2019. Sæsonen fik tre Golden Globe nomineringer, heriblandt for Bedste Dramaserie.